# 風潮音樂
風潮音樂國際股份有限公司（英語：WIND MUSIC International Corporation）成立於1988年，由一群熱愛和關心台灣本土音樂環境的音樂工作者組成，以創作及出版精緻音樂自詡。

## 簡介
風潮由楊錦聰先生創辦。
風潮的前身是楊錦聰與唐山樂集老闆在1988年創立的「音樂中國出版社」，主打中國民族音樂；後來將音樂中國出版社改名為「風潮唱片」，專攻中國梵樂（佛教音樂），在不到一年的時間內推出六張專輯，並於佛教文物店展售佛教音樂。
1991年起，風潮自行培養業務員，並且在唱片行以外的書店、茶藝館、飯店、生機飲食餐廳等地廣設試聽機與陳列架。另外，風潮也開發出不依靠藝人的「概念音樂」（例如環保音樂、健康養生音樂等）。
風潮在2002年成立子公司「身體工房心靈文化有限公司」（Spiritlands Co., Ltd.），專攻「身心平衡」音樂。

## 音樂類型

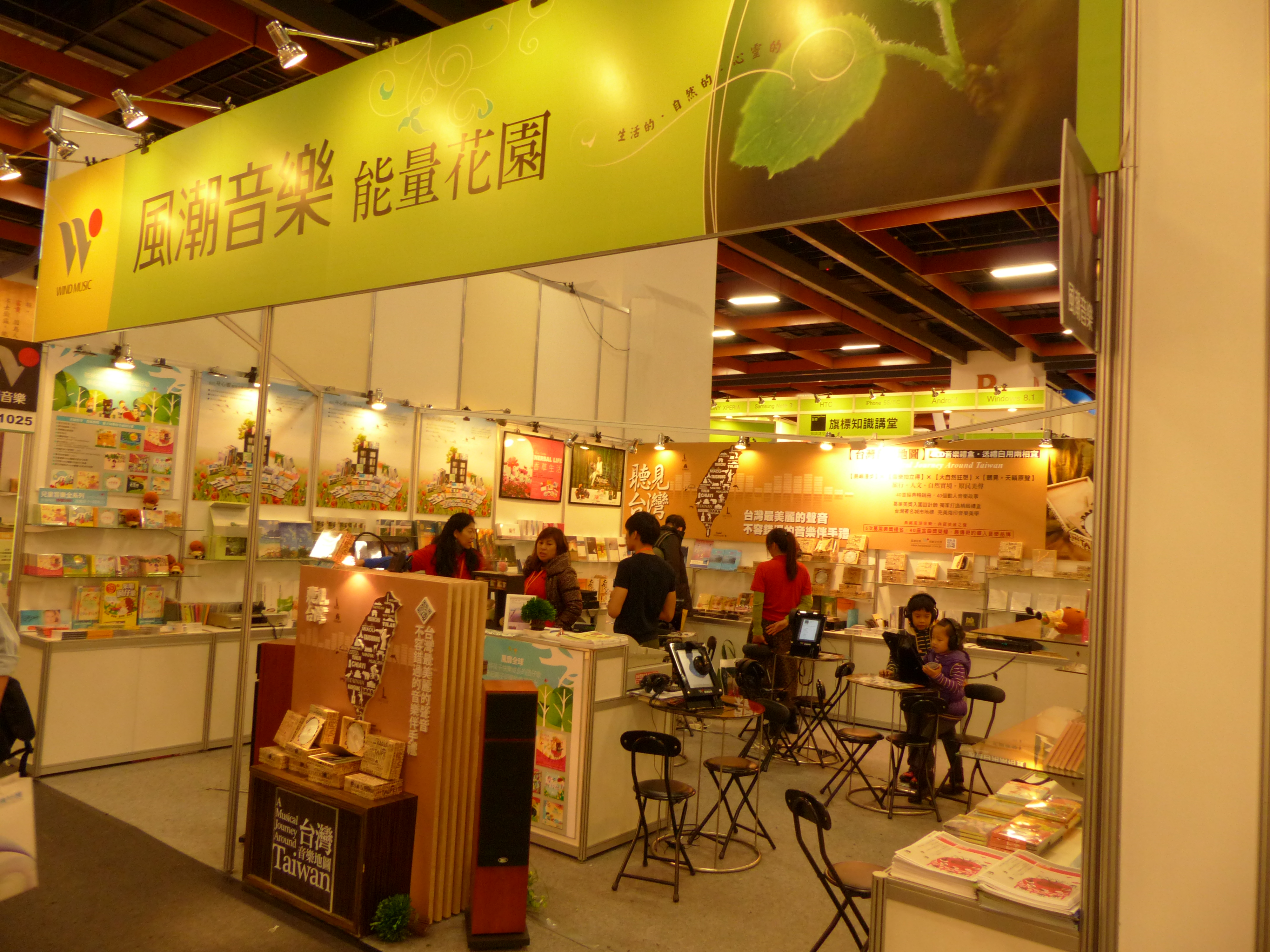
2014臺北國際書展攤位

傳統器樂、宗教音樂、健康音樂、少數民族音樂、世界音樂、心靈音樂、大自然音樂。台灣演奏音樂。

## 簡歷
- 1988年
  - 2月，風潮唱片成立。第一張佛教音樂《中國梵樂》出版。
- 1989年
  - 2月，開始參加國際學舍的展覽。
  - 9月，第一套佛曲CD出版。
- 1990年
  - 4月，「易經五行療效音樂」出版。
- 1991年
  - 2月，產品外銷美、法、加、日、韓、星馬等地。
  - 8月，《寒山僧踪》獲選為全國供佛齋僧大會指定音樂。
  - 11月，風潮第一家直營門市－－台北門市。
- 1992年
  - 4月，首套音樂有聲書《自在紅塵》問世，並創下有聲書在短短二十天內進入暢銷書排行榜的紀錄。
  - 5月，發起「溫馨母親節．愛心傳盲胞」公益活動。
  - 8月，促成騰格爾來台訪問並舉辦演唱會。
  - 9月，舉辦「書香送泰北」義賣活動，將所得捐贈「中國人權協會」轉交泰北難胞做為圖書基金。
  - 12月，親赴台灣山區實地錄音的「台灣原住民音樂紀實」系列之一《布農族之歌》，獲1992年金鼎獎推薦優良唱片。
- 1993年
  - 1月，首次獨自參加法國坎城世界唱片大展。
  - 3月，《布農族之歌》獲第四屆中時晚報唱片大獎兩項提名，並獲年度最佳製作人獎。
  - 8月，舉辦「為健康把脈」活動，邀請中醫師全省巡迴義診。
  - 10月，主辦「為心靈找個家」活動，邀請名家演講並贈送《證嚴法師歌曲集至全省慈濟教師聯誼會及中華民國榮譽觀護人協進會聯合會。
  - 11月，《阿美族複音音樂》獲1993年唱片出版金鼎獎。
- 1994年
  - 1月，遠赴美國，邀請葛萊美獎得主Kavichandran Alexander錄製「夸父音樂」系列。專為品茗而作的茶樂──《閒情聽茶》系列誕生。
  - 6月，出版星雲大師作品《人間好時節》，並將該書盈餘捐贈「中華唇顎裂兒童基金會」。耗時兩年，遠赴西藏實地採集的「西藏音樂紀實」系列出版。
  - 11月，《泰雅族之歌》獲1994年唱片出版金鼎獎。
  - 12月，「心靈音樂館」成立，首先推出《清香落》心靈心音樂詩。
- 1995年
  - 1月，推出「音樂畫廊」系列。在新聞局領軍下，參加坎城MIDEM唱片大展台灣館，正式設攤。
  - 9月，出版「易經五行風水音樂」。
  - 10月，由騰格爾製作、主演的電影原聲帶《愛在草原上的天空》奪得當年蒙特婁影展「音樂藝術成就獎」。
  - 11月，《排灣族的音樂》及《藏族歌舞音樂》同時獲得該年唱片出版金鼎獎。
  - 12月，推出媲美「維也納少年合唱團」的純真美聲「東方的天使之音」系列。一推出，《月兒明．風兒靜》專輯即入圍1995年「NAIRD AWARD」兒童音樂獎。
- 1996年
  - 4月，出版「典藏中國音樂大系」系列，以現代科技復原四０以降的史錄音。
  - 6月，出版「水晶清音樂」系列，以水晶琴演奏的音樂專輯。
  - 7月，代理出版馬修．連恩《狼》。
  - 10月，以發燒級錄音、西藏唱腔及民族樂器為特色的《天唱》專輯，在台、港、中國大陸、日本、星馬等地發行。
- 1997年
  - 1月，代理出版日本King「世界民族音樂」系列36輯。
  - 3月，出版「藏密教學音樂」系列。
  - 4月，風潮網站建立初步雛形。
  - 5月 ，《土地與歌》、《弦管傳奇》同時入圍1997年第八屆金曲獎最佳民族樂曲唱片獎；由《土地與歌》獲該獎項。馬修首度在大安森林公園舉辦「親愛的地球」音樂會。
  - 6月，出版第一套南台灣客家音樂《美濃人美濃歌～客家山歌、八音現場紀實》。
  - 10月，推出音樂版《孫子兵法》。
- 1998年
  - 4月，於太魯閣國家公園服務中心的二樓販賣部裝設第一台試聽機。
  - 5月，《迷胡》獲1998年美國Crossroads音樂雜誌Crossroads Music Awards「Traditional World傳統世界音樂銀牌獎」。《西藏大峽谷》入圍1998年美國Crossroads音樂雜誌Crossroads Music Awards「Contemproary World當代世界音樂獎」《山上的孩子》、《阿拉木汗》同時入圍1998年第九屆金曲獎最佳兒童樂曲（故事）唱片獎；由《山上的孩子》獲該獎項。
  - 8月，舉辦「親愛的地球──跨世界音樂會」。
  - 11月，出版「平埔族音樂紀實」系列，主辦「我們都是平埔族──聯合音樂祭」活動。
- 1999年
  - 1月，正式設立展銷部門。
  - 5月，「平埔族音樂紀實」系列獲1999年第十屆金曲獎「最佳民族樂曲唱片獎」及入圍「最佳唱片製作人獎」；《西北雨》同時入圍「最佳兒童樂曲（故事）唱片獎」、「最佳演唱人獎」；《櫻花雨》入圍「最佳演奏專輯獎」。《迷胡》獲1999年國際AFIM indie Awards「Traditional World傳統世界音樂獎」專輯。
  - 9月，出版《森林狂想曲》。
  - 10月，出版馬修為台灣創作的《海角一樂園》。921大地震，馬修專程來台在北東南舉辦「海角一樂園－－重建家園慈善音樂會」三場義演，同時風潮也決定《海角一樂園》每賣出一張CD即捐出30元。募款所得分別捐贈「埔里基督教基金會」以及「伊甸園基金會」。風潮網站改版。
  - 11月，風潮第二家直營門市--高雄門市開幕。
- 2001年
  - 4月，《遇見天空》、《林海。貓》分別入圍美國第四屆年度新世紀聲音音樂獎2000年「最佳新世紀音樂專題」、「最佳器樂專輯獎」。協辦由荒野保護協會主辦的「大安森林地球日」音樂會。出版《蝶舞》。
  - 5月，2001年第十二屆金曲獎風潮獲七項入圍、三項得獎。《我的海洋》獲「最佳專輯製作人獎」；《關山月》獲「最佳民族樂曲專輯獎」；《童年》獲「最佳兒童樂曲專輯獎」、入圍「最佳演唱人獎」；《台灣狂想曲》同時入圍「最佳古典音樂專輯」、「最佳作曲人獎」；「林海。貓」入圍「最流行音樂演奏專輯獎」。
  - 10月，馬修來台舉辦全省巡迴音樂會。
  - 12月，出版《南部鄒族民歌》。
- 2002年
  - 4月，出版《山居歲月》。
  - 5月，2002年第十三屆金曲獎，風潮獲13項入圍、5項得獎。《BIUNG王宏恩同名專輯》獲「最佳方言男演唱人獎」；《月光邊境》、《故事》、《蝶舞》同時入圍「最佳流行音樂演奏專輯獎」，《月光邊境》獲該獎項；《被丟棄的寶貝》獲「最佳古典音樂專輯獎」，同時入圍「最佳作曲人獎」兩項、「最佳專輯製作人獎」；《南部鄒族民歌》獲「最佳民族樂曲專輯獎」及「最佳專輯製作人獎」，同時入圍兩項的是總經銷作品《優人神鼓》。
  - 6月，出版《VuVu的故事》，風潮第一張結合音樂CD、有聲故事CD及繪本的兒童有聲文學專輯。
  - 8月，《出版大寶法王《願望之歌》，以第十七世噶瑪巴創作曲為題材創作。
  - 9月，於台北市政府中庭舉辦「願望之歌  點燈祈福音樂會」活動。出版《第33個街角轉彎》，為金曲獎得主董運昌沉寂3年後的吉他新作。
  - 10月 ，遠企特約專櫃開幕。
- 2003年
  - 1月 ，成立直效行銷事業處。
  - 2月，出版公視年度大戲「孽子」電視原聲帶《范宗沛與孽子》，並首次代理發行「孽子」影音產品。
  - 4月，風潮十五周年，出版《陶笛奇遇記》，於全省各地舉辦「陶笛體驗營」。
  - 5月，2003年第十四屆金曲獎，風潮獲8項入圍。在流行音樂作品類，《第33個街角轉彎》、《流動的城市》、《山居歲月》同時入圍「最佳流行音樂演奏專輯獎」；《第33個街角轉彎》董運昌入圍「最佳專輯製作人獎」；在傳統暨藝術音樂作品類，《VuVu的故事》同時入圍「最佳兒童樂曲專輯獎」、「最佳作曲人獎」、「最佳專輯製作人獎」；《最近的天堂》也入圍「最佳作曲人獎」。「從傳統出發的文化創意產業叢書—楊錦聰與風潮唱片」出版，由國立傳統藝術中心、中國時報系共同主辦。

## 得獎記錄
風潮在2004年獲得文建會評選為「十大文化創意產業」中的「音樂產業」代表。多次獲得金曲獎。

### 獲得獎項
| 年份   | 獲提名                       | 獎項                                                                                       | 結果 |
| ------ | ---------------------------- | ------------------------------------------------------------------------------------------ | ---- |
| 1992年 | 《布農族之歌》               | 金鼎獎推薦優良唱片                                                                         | 獲獎 |
| 1992年 | 《布農族之歌》               | 第四屆中時晚報唱片大獎                                                                     | 獲獎 |
| 1992年 | 《布農族之歌》               | 年度最佳製作人獎                                                                           | 獲獎 |
| 1993年 | 《阿美族的複音音樂》         | 金鼎獎推薦優良唱片                                                                         | 獲獎 |
| 1994年 | 《泰雅族之歌》               | 唱片出版金鼎獎                                                                             | 獲獎 |
| 1995年 | 《排灣族的音樂》             | 唱片出版金鼎獎                                                                             | 獲獎 |
| 1995年 | 《藏族歌舞音樂》             | 唱片出版金鼎獎                                                                             | 獲獎 |
| 1995年 | 《愛在草原的天空》           | 蒙特婁影展音樂藝術成就獎                                                                   | 獲獎 |
| 1997年 | 《土地與歌》                 | 第8屆金曲獎最佳民族樂曲唱片獎                                                              | 獲獎 |
| 1998年 | 《山上的孩子》               | 第9屆金曲獎傳統暨藝術作品類最佳兒童樂曲(故事)唱片獎                                        | 獲獎 |
| 1998年 | 《美濃人美濃歌》             | 第9屆金曲獎傳統暨藝術作品類最佳民族樂曲專輯獎                                              | 獲獎 |
| 1998年 | 《美濃人美濃歌》             | 第9屆金曲獎傳統暨藝術作品類最佳唱片製作人獎-吳榮順、謝宜文                                 | 獲獎 |
| 1998年 | 《迷胡》                     | 美國Crossroads音樂雜誌Crossroads Music AwardsTraditional World傳統世界音樂銀牌獎           | 獲獎 |
| 1999年 | 《平埔族音樂紀實》           | 第10屆金曲獎統暨藝術作品類最佳民族樂曲唱片獎                                               | 獲獎 |
| 1999年 | 《迷胡》                     | 國際AFIM Indie AwardsTraditional World傳統世界音樂獎                                       | 獲獎 |
| 2001年 | 《關山月》                   | 第12屆金曲獎傳統暨藝術作品類最佳民族樂曲專輯獎                                             | 獲獎 |
| 2001年 | 《我的海洋》                 | 第12屆金曲獎傳統暨藝術作品類最佳專輯製作人獎                                               | 獲獎 |
| 2001年 | 《童年》                     | 第12屆金曲獎傳統暨藝術作品類最佳兒童樂曲專輯獎                                             | 獲獎 |
| 2001年 | 《林海。貓》                 | 美國第四屆年度新世紀聲音音樂獎最佳器樂專輯                                                 | 獲獎 |
| 2002年 | 《被丟棄的寶貝》             | 第13屆金曲獎傳統暨藝術作品類最佳古典音樂專輯                                               | 獲獎 |
| 2002年 | 《月光邊境》                 | 第13屆金曲獎流行音樂類最佳流行音樂演奏專輯                                                 | 獲獎 |
| 2002年 | 《BiUNG王宏恩 同名專輯》     | 第13屆金曲獎流行音樂類最佳方言男演唱人獎                                                   | 獲獎 |
| 2002年 | 《南部鄒族民歌》             | 第13屆金曲獎傳統暨藝術作品類最佳民族樂曲專輯獎                                             | 獲獎 |
| 2002年 | 《南部鄒族民歌》             | 第13屆金曲獎傳統暨藝術作品類最佳專輯製作人--吳榮順                                         | 獲獎 |
| 2002年 | 《旅程》                     | 加拿大西海岸音樂育空年度藝人獎--馬修連恩                                                   | 獲獎 |
| 2003年 | 《范宗沛與孽子》             | 金鐘獎最佳音效獎                                                                           | 獲獎 |
| 2003年 | 《Vu Vu的故事》              | 第14屆金曲獎傳統暨藝術作品類最佳兒童樂曲專輯獎                                             | 獲獎 |
| 2003年 | 《第33個街角轉彎》           | 第14屆金曲獎最佳流行音樂演奏專輯                                                           | 獲獎 |
| 2004年 | 《范宗沛與孽子》             | 第15屆金曲獎最佳流行音樂演奏專輯                                                           | 獲獎 |
| 2004年 | 《靜夜思》                   | 第15屆金曲獎傳統暨藝術作品類最佳民族樂曲專輯獎                                             | 獲獎 |
| 2004年 | 《打鑼兼摃鼓》               | 第15屆金曲獎傳統暨藝術作品類最佳兒童樂曲專輯獎                                             | 獲獎 |
| 2005年 | 《年來說故事》               | 第16屆金曲獎最佳兒童樂曲專輯獎                                                             | 獲獎 |
| 2005年 | 《年來說故事》               | 第16屆金曲獎傳統暨藝術作品類最佳專輯製作人--彭靖                                           | 入圍 |
| 2005年 | 《水事紀》                   | 第16屆金曲獎最佳跨界音樂專輯獎                                                             | 獲獎 |
| 2005年 | 《誰在山上唱歌》             | 第16屆金曲獎傳統暨藝術作品類最佳民族樂曲專輯獎                                             | 獲獎 |
| 2005年 | 《誰在山上唱歌》             | 第16屆金曲獎傳統暨藝術作品類最佳演唱人獎--太平國小布農兒童合唱團                           | 獲獎 |
| 2006年 | 《牽Ina的手》                | 第17屆金曲獎最佳民族樂曲專輯獎                                                             | 獲獎 |
| 2006年 | 《牽Ina的手》                | 第17屆金曲獎最佳演唱人獎                                                                   | 獲獎 |
| 2006年 | 《牽Ina的手》                | 第17屆金曲獎最佳專輯製作人獎--吳金黛、懷邵．法努司                                         | 入圍 |
| 2006年 | 《飄浮手風琴》               | 第47屆葛來美獎最佳唱片設計包裝獎—蕭青陽                                                    | 提名 |
| 2007年 | 《Over The Way》             | 第18屆金曲獎流行音樂作品類最佳新人獎--黃建為                                               | 獲獎 |
| 2007年 | 《春天佇陀位》               | 第18屆金曲獎傳統暨藝術作品類最佳作詞人獎--黃靜雅                                           | 獲獎 |
| 2007年 | 《七日談》                   | 第七屆美國獨立音樂獎World Fusion世界音樂獎                                                 | 獲獎 |
| 2007年 | 《七日談》                   | 英國BBC Radio3亞洲區最佳世界音樂藝人--朱哲琴                                               | 獲獎 |
| 2008年 | 《托斯卡尼我想起你》         | 第19屆金曲獎流行音樂類最佳演奏專輯獎                                                       | 獲獎 |
| 2008年 | 《聲音圖案》                 | 第19屆金曲獎傳統暨藝術作品類最佳作曲人獎--何訓田                                           | 獲獎 |
| 2008年 | 《芳華現》                   | 第19屆金曲獎傳統暨藝術作品類最佳傳統音樂詮釋獎--魏海敏                                     | 獲獎 |
| 2009年 | 《鼓之島》                   | 第52屆葛萊美獎最佳傳統世界音樂獎                                                           | 提名 |
| 2009年 | 《如來如去》                 | 第52屆葛萊美獎最佳唱片包裝設計獎—鄭司維、黃慧甄                                            | 提名 |
| 2009年 | 《蒙古長調民歌》             | 美國獨立音樂獎最佳傳統世界音樂                                                             | 獲獎 |
| 2009年 | 《蒙古長調民歌》             | 美國獨立音樂獎觀眾票選最佳傳統世界音樂                                                     | 獲獎 |
| 2009年 | 《蒙古長調民歌》             | 第20屆金曲獎傳統暨藝術作品類最佳專輯製作人獎（王森地、吳金黛）                             | 獲獎 |
| 2009年 | 《楓橋夜泊－任潔的古箏懷想》 | 第20屆金曲獎傳統暨藝術作品類最佳演奏人獎                                                   | 獲獎 |
| 2009年 | 《瑰寶》                     | 第三屆台灣金印獎包裝印刷類—紙盒類第一名                                                    | 獲獎 |
| 2009年 | 《愛吃飯》                   | 第20屆金曲獎流行音樂類最佳客語專輯獎                                                       | 獲獎 |
| 2010年 | 《故事島》                   | 第53屆葛萊美獎 最佳套裝盒或特別限量包裝獎（Best Boxed Or Special Limited Edition Package） | 提名 |
| 2010年 | 《故事島》                   | 中國傳媒大獎最佳包裝設計獎                                                                 | 獲獎 |
| 2010年 | 《故事島》                   | 德國紅點設計大獎                                                                           | 獲獎 |
| 2010年 | 《故事島》                   | 芝加哥設計獎                                                                               | 獲獎 |
| 2010年 | 《故事島》                   | 第21屆金曲獎流行音樂演奏類最佳作曲人獎--李欣芸                                             | 獲獎 |
| 2011年 | 《尋回失落的印記》           | 第22屆金曲獎傳統暨藝術作品類最佳傳統歌樂專輯獎                                             | 獲獎 |
| 2011年 | 《前進的節奏》               | 第22屆金曲獎傳統暨藝術作品類最佳作曲人獎--張瓊櫻                                           | 獲獎 |
| 2011年 | 《春風》                     | 第22屆金曲獎傳統暨藝術作品類最佳演唱人獎--周文彬、游宜群                                   | 獲獎 |
| 2011年 | 《故事島》                   | 美國獨立音樂獎最佳包裝設計獎--蕭青陽                                                       | 獲獎 |
| 2011年 | 《風動草》                   | 美國獨立音樂獎包裝設計類票選最佳人氣獎--鄭司維、黃慧甄                                     | 獲獎 |
| 2012年 | 《輕快的生活》               | 第23屆金曲獎流行音樂作品類最佳新人獎--以莉．高露                                           | 獲獎 |
| 2012年 | 《輕快的生活》               | 第23屆金曲獎流行音樂作品類最佳原住民語歌手獎--以莉．高露                                   | 獲獎 |
| 2012年 | 《輕快的生活》               | 第23屆金曲獎流行音樂作品類最佳原住民語專輯獎                                               | 獲獎 |
| 2012年 | 《輕快的生活》               | 中華音樂人交流協會年度〈十大優良專輯〉                                                     | 獲獎 |
| 2012年 | 《輕快的生活》               | 第1屆音樂推動者大獎年度專輯大獎                                                            | 獲獎 |
| 2012年 | 《輕快的生活》               | 第12屆華語音樂傳媒大獎最佳國語女新人獎                                                     | 獲獎 |
| 2012年 | 《歌開始的地方》             | 第23屆金曲獎傳統暨藝術作品類最佳傳統音樂詮釋獎--泰武古謠傳唱                               | 獲獎 |
| 2012年 | 《遷徙》                     | 第23屆金曲獎傳統暨藝術作品類最佳跨界音樂專輯獎                                             | 獲獎 |
| 2012年 | 《遷徙》                     | 第12屆華語音樂傳媒大獎最佳錄音                                                             | 獲獎 |
| 2013年 | 《吹過島嶼的風》             | 第55屆葛萊美獎最佳世界音樂專輯獎                                                           | 提名 |
| 2013年 | 《吹過島嶼的風》             | 第24屆金曲獎流行音樂類最佳演奏專輯製作人獎Daniel Ho                                        | 獲獎 |
| 2013年 | 《鳥2》                      | 第12屆美國獨立音樂獎最佳新世紀音樂獎                                                       | 獲獎 |
| 2013年 | 《無極 -春夏秋冬》           | 第24屆金曲獎傳統藝術類最佳民族音樂專輯獎                                                   | 獲獎 |
| 2013年 | 《無極 -春夏秋冬》           | 第24屆金曲獎傳統暨藝術音樂類最佳編曲人獎(詹勳偉／嬉春/驚蟄)                                | 獲獎 |
| 2013年 | 《油菜花開的季節》           | 第24屆金曲獎傳統暨藝術作品類最佳宗教音樂專輯獎                                             | 獲獎 |

## 外部連結
- 風潮音樂網 （页面存档备份，存于）（中文）（英文）
- 風潮音樂國際經紀網 （页面存档备份，存于） （英文）
- 風潮數位音樂下載平台 （页面存档备份，存于）（中文）
- 風潮數位-APP （页面存档备份，存于）（中文）
- 風潮數位-圖書館音樂資料庫 （页面存档备份，存于）（繁體中文）（简体中文）（英文）
- 風潮音樂的Facebook專頁
- 風潮音樂-音樂心靈課程的Facebook專頁
- 風潮音樂-Fun數位的Facebook專頁
- YouTube上的風潮音樂頻道